# Jackie Sedibe
Refiloe Jackie Phelile Florence Sedibe, née en 1945, est une ancienne major-générale des Force de défense nationale sud-africaine (SANDF). Elle fut membre du Congrès national africain (ANC) avant la fin de l'apartheid et de l'uMkhonto we Sizwe (MK). Elle fut également l'une des premières femmes à s'engager au sein du MK et la première femme noire à occuper le grade de major-générale au sein de la SANDF.

## Biographie
Jackie Sedibe naît en 1945 à White River. Vers l'âge de six ans, ses parents se séparent et elle part vivre avec son oncle, Ben Sedibe, qui est également militant du Congrès national africain (ANC). Elle suit l’exemple de son oncle et s'implique dans l’ANC en distribuant des tracts et en transmettant des messages. En 1964, elle devient l'une des premières femmes à s'impliquer dans l'uMkhonto we Sizwe (MK) lorsqu'elle s'y joint à l'âge de 17 ans. Jackie Sedibe est envoyé en Union soviétique pour suivre une formation à l'Académie d'infanterie d'Odessa et reçoit ensuite une formation sur le combat militaire et les "communications radio clandestines" en 1966.
La première mission de Sedibe est l'opération Wankie (en), où elle travaille comme opératrice radio à Lusaka entre 1969 et 1971. Durant les opérations, elle devient chef des communications. À partir de 1972, elle travaille dans les sections de l'ANC en tant que secrétaire et présidente, et écrit et co-édite également le Bulletin Voice of Women. À Lusaka, entre 1976 et 1977, elle travaille avec les fonctionnaires de l’immigration zambiens pour traiter les nouvelles recrues et en 1978, elle devient membre du Conseil révolutionnaire. En 1984, Jackie Sedibe est nommé au Comité exécutif national (NEC) de l'ANC. En 1990, elle devient responsable de la communication du département militaire de l'ANC à son siège de Johannesbourg.
Après son retour d'exil, Jackie Sedibe fait partie du premier groupe d'anciens membres du MK à être intégrés dans l'armée sud-africaine en 1994'. Elle commence à travailler pour le bureau de l'inspecteur général où elle se concentre sur les questions relatives aux femmes au sein de la Force de défense nationale sud-africaine (SANDF). Elle est promue au grade de général de division en 1996. Elle est considérée comme la première femme noire à occuper ce grade dans la SANDF'.
En 2016, elle reçoit l'Ordre de Mendi pour sa bravoure.

## Vie privée
Jackie Sedibe est mariée à Joe Modise et le couple a deux filles, Dipuso et Lesedi.